# Ершов, Денис Сергеевич
Дени́с Серге́евич Ершо́в (укр. Денис Сергійович Єршов; 25 марта 1983, Одесса, СССР) — украинский футболист, вратарь.

## Биография
Начал заниматься футболом в Одессе. В ДЮФЛ выступал за местный «Черноморец». В 2000 году попал в «Черноморец-2». В команде во Второй лиге провёл всего 3 матча, причём в матче против запорожского «Металлурга-2» (6:1), пропустил 6 голов. В 2002 году выступал за любительский одесский клуб «Ласуня», откуда Зимой 2003 года вдвоём с Вадимом Алпатовым перешёл в перволиговый «Николаев». В мае 2003 года выступал в фарм-клубе николаевцев — «Олимпии ФК АЭС» из Южноукраинска.
Весной 2004 года подписал контракт с молдавским «Нистру» из Атаки. Вместе с командой становился серебряным и бронзовым призёром чемпионата Молдавии и обладателем и финалистом Кубка Молдавии. Летом 2007 года участвовал в квалификации Кубка УЕФА в проигрышной серии против венгерского «Гонведа».
Летом 2008 года перешёл в мариупольский «Ильичёвец». В команде уступал место в основе другим вратарям Андрею Глущенко и Игорю Шуховцеву, также в расположение клуб находился опытный Андрей Товт. Ершов играл в основном в молодёжном первенстве, где провёл 22 матча и пропустил 25 голов. В июле 2009 года «Ильичёвец» разорвал контракт с Ершовым и он получил статус свободного агента. Но вскоре Денис нашёл новый клуб иванофранковский «Прикарпатье».
В феврале 2010 года подписал годичный контракт с узбекским клубом «Алмалык».

## Достижения
- Серебряный призёр чемпионата Молдавии (2): 2003/04, 2004/05
- Бронзовый призёр чемпионата Молдавии (2): 2006/07, 2007/08
- Обладатель Кубка Молдавии (1): 2004/05
- Финалист Кубка Молдавии (3): 2005/06, 2006/07, 2007/08